# 世界面
在弦理论中，世界面（worldsheet）是描述弦在时空中嵌入情况的2维流形。 这个术语是1967年左右伦纳德·萨斯坎德创造出来的，是对狭义和广义相对论中点粒子的世界线概念的直接推广。
弦的类型，与它所传播的时空的几何形状以及远距离背景场论（如规范场论）的存在，都可以被编码成世界面上定义的二维共形场论。例如，26维闵可夫斯基空间中的玻色子弦由26个自由标量玻色子组成的世界面共形场理论。同时，10维超弦世界面理论由10个自由标量场及其费米超对称粒子组成。

## 数学表述

### 玻色弦
我们从玻色弦的经典表述开始。
首先固定一个d维平坦时空（d维闵可夫斯基时空）M，作为弦的环绕空间。
世界面{\displaystyle \Sigma }是嵌入曲面，即嵌入的2维流形{\displaystyle \Sigma \hookrightarrow M}，使诱导度量处处有符号{\displaystyle (-,+)}。因此，可局部定义坐标{\displaystyle (\tau ,\sigma )}，其中{\displaystyle \tau }是类时间坐标，{\displaystyle \sigma }是类空间坐标。
弦分开闭。开弦世界面的拓扑是{\displaystyle \mathbb {R} \times I}，其中{\displaystyle I:=[0,1]}是闭区间，允许全局坐标图{\displaystyle (\tau ,\sigma )}，其中{\displaystyle -\infty <\tau <\infty ,\ 0\leq \sigma \leq 1}。
闭弦世界面的拓扑是{\displaystyle \mathbb {R} \times S^{1}}，允许“坐标”{\displaystyle (\tau ,\sigma )}，且{\displaystyle -\infty <\tau <\infty ,\ \sigma \in \mathbb {R} /2\pi \mathbb {Z} }。即，{\displaystyle \sigma }是周期坐标，标识为{\displaystyle \sigma \sim \sigma +2\pi }。冗余描述（使用商）可通过选择代表性的{\displaystyle 0\leq \sigma <2\pi }来去除。

#### 世界面度量
世界面为定义泊里雅科夫作用量，配备了世界面度量{\displaystyle \mathbf {g} }，亦有符号{\displaystyle (-,+)}，但与诱导度量无关。
由于外尔变换被认为是度量结构的冗余，也可认为世界面配备了度量{\displaystyle [\mathbf {g} ]}的共形类。则{\displaystyle (\Sigma ,[\mathbf {g} ])}定义了共形流形的数据，带有符号{\displaystyle (-,+)}。